# Banderas británicas de las Invasiones Inglesas conservadas por Argentina

Escudo de armas de Santiago de Liniers, que utilizó como virrey del Río de la Plata. Obsérvese las seis banderas capturadas a los británicos.

Durante las frustradas Invasiones Inglesas al Virreinato del Río de la Plata los argentinos capturaron seis banderas y un guion o banderín a los británicos, los que se continúan en poder de Argentina hasta la actualidad. 
El 27 de junio de 1806, durante la Primera Invasión Inglesa, las tropas del Reino Unido al mando del general William Beresford atacaron y conquistaron Buenos Aires, la capital virreinal. El capitán de navío Santiago de Liniers al frente de tropas alistadas en Montevideo y voluntarios locales recuperó la ciudad para la monarquía española el 12 de agosto de 1806. Ese día los soldados del virreinato capturaron cuatro banderas de las tropas británicas y un guion o banderín. Mantenidos en carácter de trofeos de guerra hasta la actualidad, las cuatro banderas se conservan en el Convento de Santo Domingo y el guion en el Museo Nacional del Cabildo y la Revolución de Mayo, ambos en Buenos Aires.
Durante la Segunda Invasión Inglesa las fuerzas británicas capitularon en Buenos Aires el 7 de julio de 1807, perdiendo dos días antes dos banderas que se exhiben en el camarín de la virgen de Nuestra Señora del Rosario del Milagro, en la parte superior de la basílica de Santo Domingo, en la ciudad de Córdoba.

## Banderas conservadas en el Convento de Santo Domingo de Buenos Aires

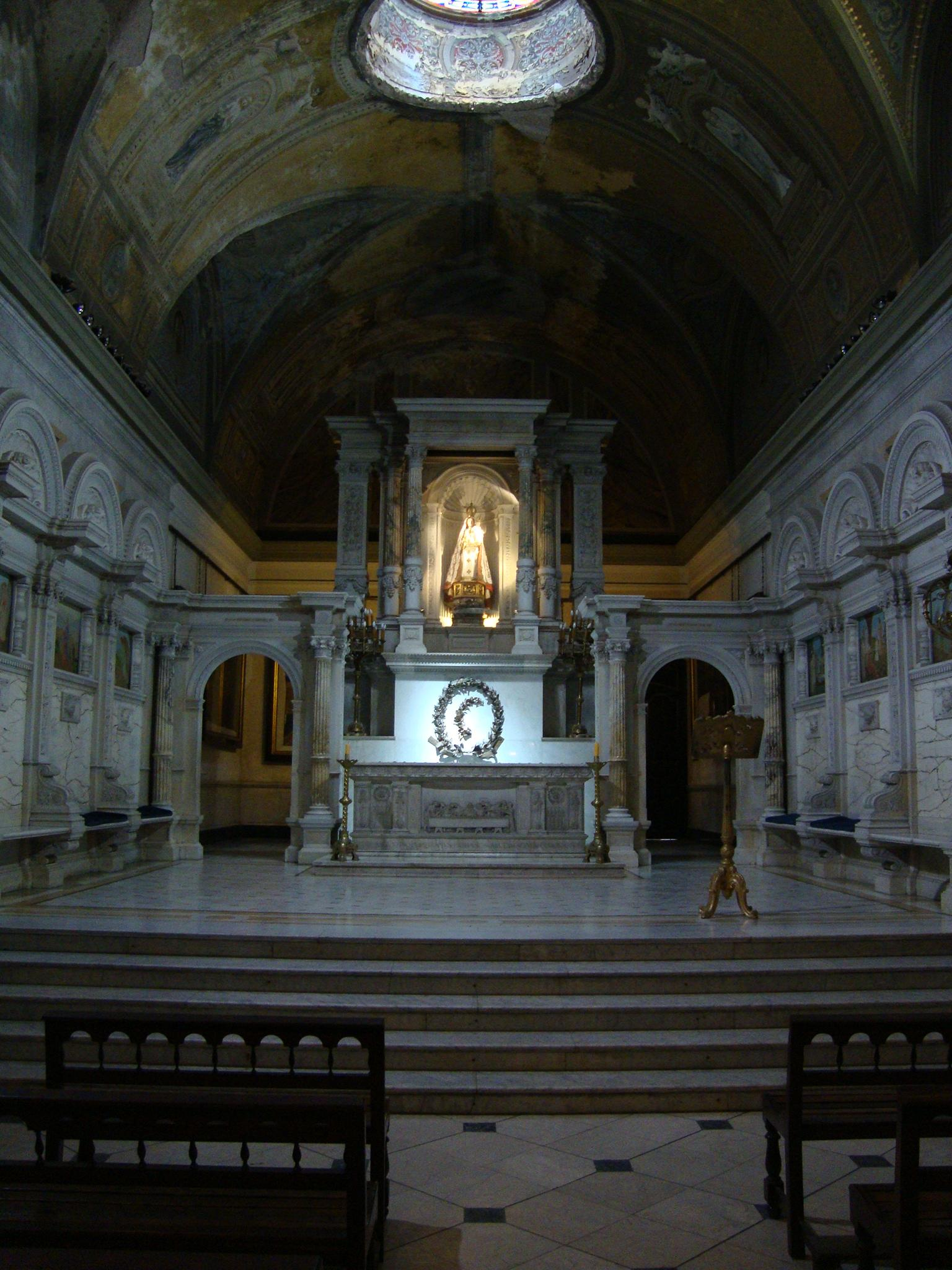
Basílica de Nuestra Señora del Rosario y convento de Santo Domingo de la ciudad de Buenos Aires.

En las ochavas del convento de Santo Domingo y basílica de Nuestra Señora del Rosario en Buenos Aires, tras el altar de la nave lateral, se encuentran en exhibición dos banderas pertenecientes al 1° y al 2° batallón del Regimiento n.º 71 Highlanders, una unidad escocesa del Ejército Británico. Se hallan allí también dos banderas de la Marina Real Británica, una correspondiente a un Real Batallón de Marina (los Royal Blues) y otra a un estandarte naval —de los que usaban en los mástiles de los buques de guerra— que los ocupantes británicos izaban en el mástil del parque de la Plaza de Toros en el Retiro.
Una placa con transcripciones del archivo de la orden dominicana, a la cual pertenece el convento, explica en una pared junto a las banderas:

Con motivo de haber sido rendida, esta plaza el día veinte y siete de Junio de mil ochocientos seis a las Armas de su Majestad Británica del mando del general Mr. Williams Carr Beresford, se experimentó decadencia y cierta frialdad en el culto por la prohibición de que se expusiese el Santísimo Sacramento en las funciones de la Cofradía que tuvo a bien mandar el Ilustrísimo Sr. Obispo de esta Diócesis. El Domingo primero de Julio, no hubo más que una misa cantada sin manifiesto, y habiendo concurrido a ella el Capitán de Navío de la Real Armada y Caballero del Hábito de San Juan Sr. D. Santiago de Liniers y Bremont, que ha manifestado siempre su devoción al Santísimo Rosario, se acongojó al ver que la función de aquel día no se hiciera con la solemnidad que se acostumbraba. Entonces conmovido de su celo, pasó de la Iglesia a la Celda prioral, y encontrándose en ella con el Reverendo Padre Maestro y Prior Fray Gregorio Torres, y el Mayordomo primero, les aseguró que había hecho voto solemne a Nuestra Señora del Rosario (ofreciendo las banderas que tomase a los enemigos) de ir a Montevideo a tratar con aquel Sr. Gobernador sobre reconquistar esta Ciudad firmemente persuadido de que lo lograría bajo tan alta protección. (...) en cumplimiento de su promesa, el día veinte y cuatro de dicho mes de Agosto, obró con una solemnísima función —salva triple artillería— concurso de la Real Audiencia, Cabildo secular, e Ilustrísimo Obispo —las cuatro banderas, dos del Regimiento número setenta y uno, y dos de Marina que tomó a los Ingleses, confesando deberse toda la felicidad de las armas de nuestro amado soberano, al singular y visible patrocinio de Nuestra Señora del Rosario o de las Victorias—.
 El Reverendo Padre Maestro y Prior pasó al Sr. Liniers, recibo de dichas cuatro banderas, y al momento nos las entregó para que como Mayordomos las colocásemos; lo que se ha ejecutado en las cuatro ochavas de la media naranja sobre la cornisa de la Iglesia-Cuya noticia ponemos aquí para que conste. Buenos Aires veinticinco de Agosto de mil ochocientos seis.
Cita del libro de actas del convento de Santo Domingo

Bandera del 1º batallón de Regimiento n.º 71 Highlanders capturada durante la primera invasión inglesa en 1806 y exhibida al público como trofeo de guerra en el convento de Santo Domingo, de la ciudad de Buenos Aires.

Bandera del 2º batallón del Regimiento n.º 71 del ejército británico exhibida al público como trofeo de guerra en el convento de Santo Domingo. Obsérvese que el 2º batallón no tenía el privilegio de portar la corona y las iniciales bordadas en oro: G. R. (Georgius Rex) en sus bandera.

Bandera del Batallón de los Royal Marines (Royal Blues) capturada durante la primera invasión inglesa en 1806 y exhibida al público como trofeo de guerra.

Descripción de las banderas realizada por Ángel Carranza en 1882: n.º 2 y n.º 3 son las banderas del Regimiento n.º 71; n.º 4 y n.º 5 son las banderas navales:

Nº 2 y 3 – Dimensiones de la del primer batallón: largo, 1 metro 72 centímetros – ancho, 1 metro 65 centímetros. Su estambre es también de gró o tisú de seda y cubierto por el Unión-jack. En el centro un escudo raso, encarnado, con fimbria recamada y sobre el cual se distingue el ordinal del cuerpo, LXXI Regimiento entre dos gajos del símbolo escocés – surmontado por corona, y las iniciales bordadas en oro: G. R. (Georgius Rex). Esa autorización para ostentar la cifra del soberano que lo fundó, prueba la especial prerrogativa a que se había hecho acreedor este Regimiento aguerrido en ambos mundos. La bandera del segundo batallón – 1 metro 61 centímetros de largo, por 1 metro 70 centímetros de ancho. Es de rica seda ante (buff, que es el color de las vueltas y cabos del uniforme de este cuerpo), como el guion Nº 1 – enseñando en el ángulo de la driza el Unión-jack (de 22 centímetros por 25 de ancho), y en el centro, los atributos entre guirlanda descritos en la precedente, pero con la inscripción bordad de negro y sin la cifra real. Se halla bastante destruida a pesar de haber sido restaurada en 1847 por la Sra. Agustina Garrigós. Es menos larga y más ancha que su gemela de cuerpo.
 Nº 4 y 5 – De lanilla burda. Una de 1 metro 64 centímetros, por 1 metro 7 centímetros de ancho; muestra en su centro tres grandes letras en tela clara: R. M. B. (Royal Marines Battalion), pero le falta el globo con la leyenda de ordenanza: Ubique per mare, per terram. Es la que trajo la guarnición de infantería de mar (Royal Blues), desembarcada de la escuadra en la playa de los Quilmes para engrosar las fuerzas invasoras, y cuyo mando se dio al capitán William King, del navío comodoro Diadem. Es toda roja, porque a esa división de la flota pertenecían los buques expedicionarios, la cual de siglos atrás, y para facilitar el servicio, se divide en tres grandes secciones, con arreglo al tricolor británico; azul (blue), rojo (red) y blanco o white, que es la insignia del más alto rango. Sir Home Riggs Popham izaba entonces la del medio. La bandera restante, ahorquillada en toda su extensión con los colores nacionales ingleses (como el Union-jack), tiene 4 metros, por 1 y 45 centímetros de ancho. Ondeó en el asta del Retiro, convertido en depósito de pertrechos por estar bajo los fuegos de las naves. Se notan en ella varios remiendos.
Descripción de Ángel Carranza

Bandera del Reino Unido capturada durante la primera invasión inglesa en 1806 y exhibida al público como trofeo de guerra en el convento de Santo Domingo, de la ciudad de Buenos Aires.

El 22 de agosto de 1806 el gobernador y el cabildo de Montevideo reclamaron a Liniers las banderas, contestando éste que pertenecían a Buenos Aires y que:

(...) era una temeridad pretender arrogarse la gloria de una acción que ni aun hubieran intentado los de Montevideo a no contar con la gente y auxilios que estaban dispuestos en Buenos Aires (...)

Las dos banderas del Regimiento n.º 71 Highlanders fueron reconquistadas el 5 de julio de 1807 en el convento de Santo Domingo por las fuerzas del general Robert Craufurd, siendo una de ellas enarbolada en él brevemente hasta la rendición y subsecuente recaptura de las banderas por los soldados del virreinato. Citando a Carranza: Las banderas inglesas que flamearon por ocho horas en el campanario de Santo Domingo, eran las mismas del 71, cuyo casual encuentro regocijó tanto al perjuro Pack.
El rey de España dispuso el 12 de abril de 1807 concederle a Montevideo el título de Muy Fiel y Reconquistadora, y que al Escudo de sus Armas, pueda añadir las banderas Inglesas abatidas que apresó en dicha reconquista. Por esa razón fueron añadidas al escudo de la ciudad 4 banderas británicas abatidas.
En 1815 —ratificado por real orden 21 de marzo de 1816— el rey Fernando VII de España concedió a Luis Liniers, hijo de Santiago, que: añada el heredero a sus armas las cuatro banderas que tomó su padre. En 1828 el rey dispuso al respecto: que son dos del regimiento núm. 71, la del Tercio de Marina, que es un Jach en fondo rojo, y la de los Riffles, colorada, con una calavera negra.
Existen fuentes que opinan que la bandera naval no era la que se izaba en el Retiro, sino que fue tomada por la caballería de Pueyrredón que abordó el buque Justine, varado en la costa cercana al Retiro. En esa acción tuvo participación Martín Miguel de Güemes.

## Guion conservado en el cabildo de Buenos Aires

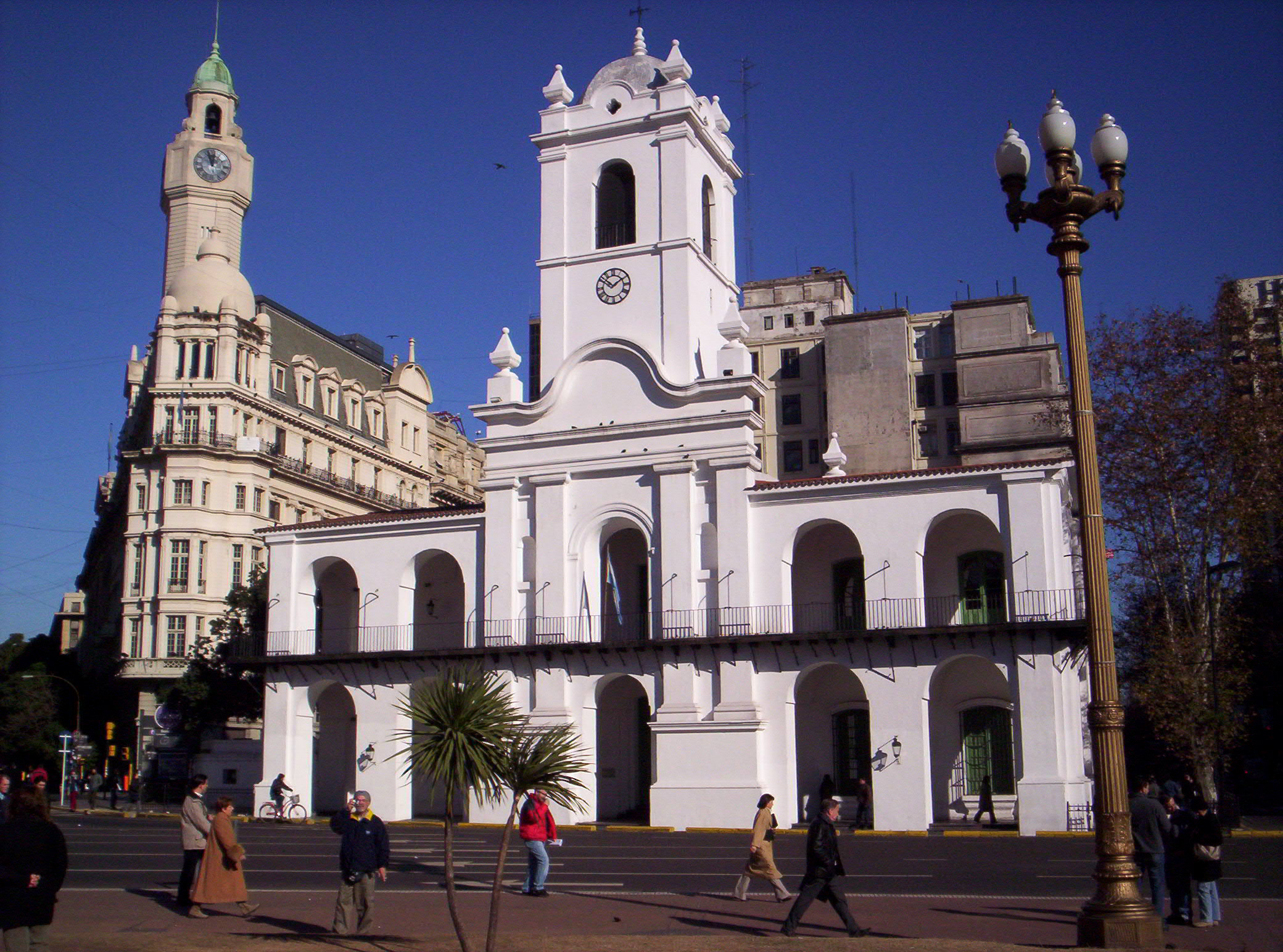
Museo Histórico Nacional del Cabildo y de la Revolución de Mayo ubicado en el Cabildo de Buenos Aires.

Un guion o banderín de guía del Regimiento n.º 71 Highlanders se exhibe en la Sala Invasiones Inglesas del Museo Histórico Nacional del Cabildo y de la Revolución de Mayo ubicado en el cabildo de Buenos Aires. Fue obtenido por Juan Martín de Pueyrredón el 12 de agosto de 1806 y entregado por él al cabildo de Buenos Aires el 23 de agosto de 1806.

En este estado, pidió permiso para entrar D. Juan Martín de Pueyrredón, y habiéndosele concedido, expuso: Que el día de la Reconquista tuvo la suerte de quitar a un oficial inglés, una guía o estandarte del Regimiento prisionero Nº 71, a tiempo que trataba de ocultarlo, y que ahora tenía el honor de presentarlo como buen patriota a este Ilustre Cabildo, para que se conservase en su archivo por monumento eterno de las glorias que adquirió la Patria en la famosa acción del día doce de Agosto; y habiéndolo puesto en manos del Sr. Alcalde primer voto, se le dieron las gracias en términos los más expresivos por tan importante y distinguido servicio (...)
Acta del cabildo de Buenos Aires del 23 de agosto de 1806

Guion del Regimiento n.º 71 Highlanders exhibido al público como trofeo de guerra en el Museo Histórico Nacional del Cabildo y de la Revolución de Mayo.

El guion fue enviado por el cabildo a la catedral metropolitana de Buenos Aires, en la cual permaneció hasta su traslado de regreso al cabildo. Estando aun en la catedral, en 1882 la municipalidad de Buenos Aires constató su existencia labrando un acta:

En seguida los mismos Sres. acompañados de mí el autorizante como actuario, se dirigieron a la Iglesia Metropolitana de esta capital donde su Señoría Ilustrísima el Sr. Arzobispo Dr. Federico Aneiros, conduciéndolos al depósito de trofeos que allí existe, exhibió una banderola de guía con el número setenta y uno, que el General D. Juan Martín de Pueyrredón, había remitido en mil ochocientos seis al Cabildo, como tomada por él y que el Cabildo había remitido, después a esa Iglesia, sin que hubiera allí ningún otro trofeo relativo a la victoria de mil ochocientos seis (...)
Parte del acta redactada por el escribano Feliciano Cajaraville

Nº 1 – Semejante a una corneta o rabo de gallo (cock tail) de jefe naval, pues remata en ángulo entrante. – Dimensiones – largo, 67 centímetros; idem, en el centro, hasta el vértice del ángulo, 48; ancho, 42; idem, del fleco 3 centímetros – En el de la driza, adviértese el Unión-jack o dado tradicional, bifurcado por los colores ingleses. El fondo de la tela, que es una especie de gró o tisú de seda color ante (buff), luce corona bordada de realce dominando el Nº 71, que entre dos gajos de cardo florecido, (en sotuer), se destaca en notables guarismos de plata sobredorada, llevando flueco de lo propio en la circunferencia (...)
Descripción de Ángel Carranza

## Guion ocultado por Santiago Fernández de Lorca
En 1882 el chileno Santiago D. Lorca puso a disposición del comandante del Ejército Británico, Jorge de Cambridge (duque de Cambridge), una bandera que dijo pertenecer al Regimiento n.º 71, expresando:

In the British expedition against Buenos Ayres in 1806, the list Regiment lost a flag, which came into the possession of my grandfather, Santiago Fernandez de Lorca, Major of H.C.M. Royal Corps of Artillery (Sargento Mayor del Real Cuerpo de Artillera de S.M.C.), who was sent from Chile, at the request of the Viceroy of Buenos Ayres, in command of the contingent raised in this country for the succour of that city. On the death of my grandfather the flag came into possession of his son, Martino Antonio Lorca, my father, from whom, at his demise, I inherited it.

Al publicarse en Buenos Aires generó que el 20 de septiembre de 1882 el municipio constatara mediante escribano la autenticidad y existencia de las banderas británicas conservadas en la ciudad. El intendente municipal, Torcuato de Alvear, solicitó a los historiadores: Bartolomé Mitre, Vicente Fidel López, Andrés Lamas, Manuel Trelles y Ángel Carranza que expusieran si el envío de ese contingente tuvo lugar, a las órdenes de quien estuvo y cual fue su rol en el hecho de que se trata. Todos los cuales negaron la existencia de un contingente chileno.

Que ni en 1806 ni en 1807 tuvo ni pudo tener el Sr. Lorca bandera alguna del regimiento 71, puesto que en uno y otro año, las dos únicas banderas de ese regimiento estuvieron depositadas en el templo de Santo Domingo, de donde nunca salieron y donde permanecen todavía. 2º Que el contingente Chileno en uno y otro año, imposible en 1806, si acaso existió, fue el de algunos artilleros que pudieron venir con las cargas de pólvora que en 1807 atravesaron la Cordillera.
Respuesta de Bartolomé Mitre

Para mí, esto en nuevo, pues ignoro que Chile nos mandase su contingente de sangre, entonces ni después, si se exceptúan los 180 dragones de la frontera de Penco que a cargo del comandante Juan Miguel del Río, llegaron a esta Capital el 14 de Junio de 1811, con casi tres meses de viaje. (...)
 Vamos ahora á examinar éstas y el paraje donde se encuentran:

REGIMIENTO HIGHLANDERS N.° 71

Un guion en la Catedral Metropolitana (sacristía de los canónigos).
 
Dos banderas en las ochavas del crucero de Santo Domingo de esta capital.

BATALLON DE LA MARINA REAL (MARINES)

Una bandera en el mismo templo y lugar.
 
PARQUE DE LA PLAZA DE TOROS O RETIRO

Una bandera de mar en el propio templo y lugar.
 
REGIMIENTO DE SANTA ELENA

Una bandera en el templo de Santo Domingo de Córdoba.

REAL FORTALEZA

Una bandera de mar en el templo y ciudad nombrados.

Total: Un guion y seis banderas inglesas, cautivadas en la Reconquista.
Respuesta de Ángel Carranza

En un Boletín de la Real Academia de la Historia Tomo 5, Año 1884 se publicó un informe firmado por José Gómez de Arteche en el que se expresa:

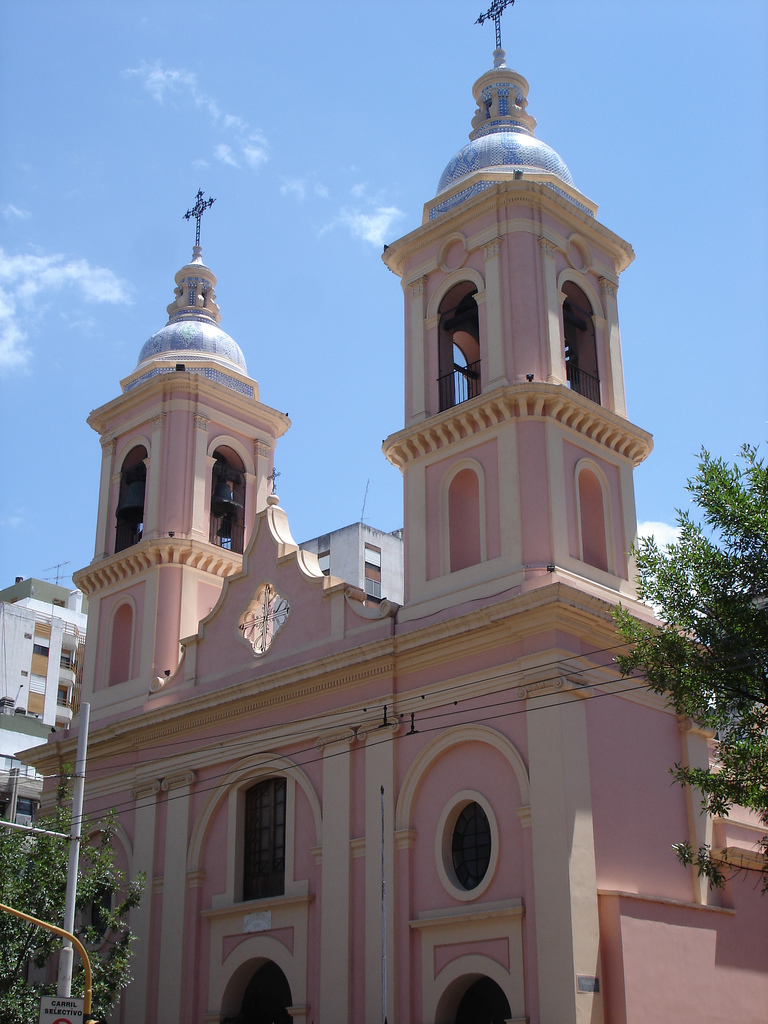
Basílica de Santo Domingo de la ciudad de Córdoba.

Las banderas eran: dos del 71.º, una del de Santa Elena y otra de los Royal Blues de la infantería de Marina. Pero como, en la confianza de la conquista, sería necesario enarbolar otras en el Cuartel General ó en edificios que se eligiesen para residencia de las nuevas autoridades, los ingleses llevaron dos banderas más de las llamadas de mar, esto es, de las que se ven izadas en los mástiles de los buques de guerra. Falta todavía una para completar el número de las existentes en Buenos Aires y Córdova como trofeos de la jornada gloriosa del 12 de Agosto de 1806; y esa resulta ser un guion, lo que nosotros llamamos un banderín, de los correspondientes á los batallones del 71.º, no teniéndose noticia de los tres restantes que aún llevaría aquel regimiento al combate. ¿Y los pertenecientes al regimiento de Santa Elena? ¿Y los de las compañías de infantería de Marina, si es que los usaban también por reglamento? (...) Han desaparecido, por lo tanto, tres banderines ó guiones de los del regimiento núm. 71.º, prisionero en Buenos Aires; y, como dice el doctor Carranza en la Información, podría ser uno de ellos el ofrecido por el Sr. Lorca al Príncipe Duque de Cambridge.

## Banderas tomadas en 1807

Bandera del Regimiento Green de Santa Elena (o del Regimiento de Infantería n.º 95 The Rifle Regiment) capturada durante la segunda invasión inglesa en 1807 y conservada en la basílica de Santo Domingo de la ciudad de Córdoba.

Bandera de uno de los transportes navales británicos capturada durante la segunda invasión inglesa en 1807 y ofrecida por el virrey Liniers en gratitud por la victoria a la Virgen de Nuestra Señora del Rosario del Milagro, de la basílica de Santo Domingo de la ciudad de Córdoba.

Durante la Segunda Invasión Inglesa las fuerzas británicas capitularon en Buenos Aires el 7 de julio de 1807, perdiendo dos días antes dos banderas que se exhiben en el camarín de la virgen de Nuestra Señora del Rosario del Milagro, en la parte superior de la basílica de Santo Domingo en la ciudad de Córdoba. Fueron remitidas por Liniers al prior del convento el 27 de julio de 1807 por medio de su apoderado, Francisco Antonio de Letamendi, quien las entregó el 19 de septiembre de 1807.
Tanto Carranza, como Mitre opinaron que los británicos no perdieron ninguna bandera en 1807, sin embargo Letamendi escribió:

(...) el oficio de su propia letra, de fecha 27 de Julio último, que me dirige con la orden de entregarle dos banderas de las que tomó al enemigo británico en la memorable acción de 5 del mismo mes, y su primer domingo, como un testimonio público de tierna gratitud que acredita á la Excelsa Madre, Nuestra Señora del Rosario, en reconocimiento de la divina especial protección con que consiguió dicha victoria, tan debida á ella, como la que reportó en la reconquista (...)
Oficio de Letamendi al prior Francisco Sosa

El prior del convento, fray Reginaldo Toro, expuso el 2 de septiembre de 1882:

una naval, roja, con el Jack azul en la esquina, cuyas dimensiones eran 4,40 m. de largo por 2,48 m. de ancho; y la otra, “probablemente bandera de regimiento”, roja, con la cruz de San Andrés de seda negra en el centro y dos cráneos de seda negra, de 2,10 m. de largo por 1,90 m. de ancho.

En la descripción realizada por Carranza en 1882:

Nº 6 y 7 – En tela ordinaria como las precedentes. La primera mide 2 metros 10 centímetros de longitud, por 1 metro 90 centímetros de ancho, exhibiendo los emblemas de la muerte, en aspa de seda negra, sobre fondo lacre. Perteneció al Regimiento Green de Santa Elena, comandante Lane.
La última, ya bastante deteriorada, es de 4 metros 40 centímetros, por 2 y 48 de ancho, con el Union-jack en fondo rojo. Fue pabellón de uno de los trasportes, bajado a tierra por los ingleses para levantarlo en la fortaleza durante los cuarenta y seis días de su efímera ocupación. Ambas permanecen abatidas ante la imagen de la Virgen del Rosario o de la Victoria, a la que fueron votadas por Liniers, cual D. Juan de Austria le consagró las de Lepanto – sin que exista en los archivos de Córdoba mejor constancia de la remisión de tales trofeos en 1807, que una nota del vencedor, fecha 27 de Julio, comisionando a D. Francisco Antonio de Letamendi, para que las postrase a las plantas de la milagrosa imagen del Rosario, como lo verificó en 19 de Setiembre del propio año, pasándolas a manos del Prior Fr. Francisco Sosa.
Descripción de Ángel Carranza

La opinión de Carranza de que la bandera adornada con dos cráneos Perteneció al Regimiento Green de Santa Elena, comandante Lane es refutada por otras fuentes que señalan que solo participó de la invasión de 1806 un destacamento de 183 hombres de ese regimiento, el cual no portaba una bandera al no ser un batallón. Los sobrevivientes de esos soldados quedaron prisioneros y fueron internados en el virreinato, por lo que la unidad no participó de la invasión de 1807 y no pudo perder ninguna bandera. Se señala que la bandera debió pertenecer a las 4 compañías del Cuerpo de Rifleros del Regimiento de Infantería n.º 95 (The Rifle Regiment) al mando del mayor MacLeod, que se rindieron en el convento de Santo Domingo.